# Лансанг (стадион)
„Лансанг“ е многофункционален, включително футболен стадион във Виентян, столицата на Лаос. Местните жители го наричат Гръмотевичният замък.
Намира се в квартал „Hонг Хай“, Югоизточен Виентян, на около 4 км от центъра. До него се достига по главния градски булевард „Татуа роуд“. Hавлизайки в „Hонг Хай“ обаче, поема по прашната улица „Рангсит“, която до построяването на стадиона дори не е била асфалтирана.
Съоръжението с изкуствено тревно покритие разполага с капацитет от 4000 зрители и е с електрическо осветление, което е рядкост за малките стадиони в този регион на Азия. Паркингът е предназачен за общо 800 автомобила и автобуса и 3000 мотоциклета.
Изграден през 2015 г., „Лансанг“ е модерен стадион, чиито съблекални предлагат удобства като радио и телевизионни излъчвания на живо. Част е от спортен комплекс с няколко открити и закрити тренировъчи игрища, фитнес салон и плувен басейн.
За неговото построяване са изразходвани 10,8 млн. сингапурски долара (8 млн. щатски долара).
Използва се от елитния „Лансанг Юнайтед“.